# Pseudagaone suturafissa
Pseudagaone suturafissa là một loài bọ cánh cứng trong họ Cerambycidae.